# ATC A03 – Funkcionális emésztőszervi rendellenességek gyógyszerei
Az ATC A03 – Funkcionális emésztőszervi rendellenességek gyógyszerei a gyógyszerek anatómiai, gyógyászati és kémiai osztályozási rendszerének (ATC) egyik alcsoportja.
| ATC A   | Tápcsatorna és anyagcsere                                                      |
| ------- | ------------------------------------------------------------------------------ |
| ATC A01 | Sztomatológiai készítmények                                                    |
| ATC A02 | Gyomorsavval kapcsolatos betegségek kezelésére szolgáló szerek                 |
| ATC A03 | Funkcionális emésztőszervi rendellenességek gyógyszerei                        |
| ATC A04 | Hányáscsillapítók és émelygés elleni szerek                                    |
| ATC A05 | Epe- és májterápia                                                             |
| ATC A06 | Hashajtók                                                                      |
| ATC A07 | Hasmenésgátlók és a bél gyulladásos / fertőzéses megbetegedéseinek gyógyszerei |
| ATC A08 | Fogyasztószerek a diétás készítmények kivételével                              |
| ATC A09 | Digesztívumok, beleértve az enzimeket                                          |
| ATC A10 | Antidiabetikus terápia                                                         |
| ATC A11 | Vitaminok                                                                      |
| ATC A12 | Ásványi sók                                                                    |
| ATC A13 | Roborálószerek                                                                 |
| ATC A14 | Szisztémás anabolikumok                                                        |
| ATC A15 | Étvágyjavítók                                                                  |
| ATC A16 | A tápcsatorna és az anyagcsere egyéb gyógyszerei                               |

## A03A 	Funkcionális bélbetegségek gyógyszerei

### A03AA Szintetikus antikolinerg szerek, észterek tercier aminocsoporttal
| A03AA01 | Oxifenciklimin | Oxyphencyclimine |
| A03AA03 | Kamilofin      | Camylofin        |
| A03AA04 | Mebeverin      | Mebeverine       |
| A03AA05 | Trimebutin     | Trimebutine      |
| A03AA06 | Rokiverin      | Rociverine       |
| A03AA07 | Dicikloverin   | Dicycloverine    |
| A03AA08 | Dihexiverin    | Dihexyverine     |
| A03AA09 | Difemerin      | Difemerine       |
| A03AA30 | Piperidolát    | Piperidolate     |

### A03AB Szintetikus antikolinerg szerek,kvaterner ammóniumvegyületek
A03AB01 Benzilone
A03AB02 Glycopyrronium
A03AB03 Oxyphenonium
A03AB04 Penthienate
A03AB05 Propantheline
A03AB06 Otilonium bromid
A03AB07 Methantheline
A03AB08 Tridihexethyl
A03AB09 Isopropamide
A03AB10 Hexocyclium
A03AB11 Poldine
A03AB12 Mepenzolate
A03AB13 Bevonium
A03AB14 Pipenzolate
A03AB15 Diphemanil
A03AB16 (2-benzhydryloxyethyl)diethyl-methylammonium iodide
A03AB17 Tiemonium iodide
A03AB18 Prifinium bromide
A03AB19 Timepidium bromide
A03AB21 Fenpiverinium
A03AB53 Oxyphenonium, combinations

### A03ACSzintetikus görcsoldók, amidok tercier aminokkal
A03AC02 Dimethylaminopropionylphenothiazine
A03AC04 Nicofetamide
A03AC05 Tiropramide

### A03AD Papaverin és származékai
A03AD01 Papaverine
A03AD02 Drotaverine
A03AD30 Moxaverine

### A03AE Aszerotoninreceptorokon ható gyógyszerek
| A03AE01 | Aloszetron   | Alosetron    |
| A03AE02 | Tegaszerod   | Tegaserod    |
| A03AE03 | Cilanszetron | Cilansetron  |
| A03AE04 | Prukaloprid  | Prucalopride |

### A03AX Funkcionális bélbetegségek egyéb gyógyszerei
| A03AX01 | Fenpiprán                   | Fenpiprane                   |
| A03AX02 | Diizopromin                 | Diisopromine                 |
| A03AX03 | Klórbenzoxamin              | Chlorbenzoxamine             |
| A03AX04 | Pinaverium                  | Pinaverium                   |
| A03AX05 | Fenoverin                   | Fenoverine                   |
| A03AX06 | Idanpramin                  | Idanpramine                  |
| A03AX07 | Proxazol                    | Proxazole                    |
| A03AX08 | Alverin                     | Alverine                     |
| A03AX09 | Trepibuton                  | Trepibutone                  |
| A03AX10 | Izometheptén                | Isometheptene                |
| A03AX11 | Karoverin                   | Caroverine                   |
| A03AX12 | Floroglucin                 | Phloroglucinol               |
| A03AX13 | Szilikonok                  | Silicones                    |
| A03AX30 | Trimetil-difenil-propilamin | Trimethyldiphenylpropylamine |
| A03AX58 | Alverin kombinációban       | Alverin kombinációban        |

## A03B 	Belladonna és származékai, önmagukban

### A03BA Belladonna alkaloidok, tercier aminok
A03BA01 Atropine
A03BA03 Hyoscyamine
A03BA04 Belladonna total alkaloids

### A03BBFélszintetikus belladonna alkaloidok,kvaterner ammóniumvegyületek
A03BB01 Butylscopolamine
A03BB02 Methylatropine
A03BB03 Methylscopolamine
A03BB04 Fentonium
A03BB05 Cimetropium bromide

## A03CGörcsoldók és pszicholeptikumok kombinációi

### A03CASzintetikus antikolinerg szerek és pszicholeptikumok kombinációi
A03CA01 Izopropamid és pszicholeptikumok
A03CA02 Klidínium és pszicholeptikumok
A03CA03 Oxifenciklimin és pszicholeptikumok
A03CA04 Otilonium bromid és pszicholeptikumok
A03CA05 Glikopirrónium és pszicholeptikumok
A03CA06 Bevonium és pszicholeptikumok
A03CA07 Ambutonium és pszicholeptikumok
A03CA08 Diphemanil és pszicholeptikumok
A03CA30 Emepronium és pszicholeptikumok
A03CA34 Propántelin és pszicholeptikumok

### A03CBBelladonnaés származékai pszicholeptikumokkal kombinálva
A03CB01 Metilszcopolamin és pszicholeptikumok
A03CB02 Belladonna összes alkaloidja és pszicholeptikumok
A03CB03 Atropin és pszicholeptikumok
A03CB04 Metilhomatropin-bromid és pszicholeptikumok
A03CB31 Hioszciamin és pszicholeptikumok

## A03DGörcsoldók és fájdalomcsillapítók kombinációi

### A03DASzintetikus anticholinerg szerek és fájdalomcsillapítók kombinációi
A03DA01 Tropenzilone and analgesics
A03DA02 Pitofenone and analgesics
A03DA03 Bevonium and analgesics
A03DA04 Ciclonium and analgesics
A03DA05 Camylofin and analgesics
A03DA06 Trospium and analgesics
A03DA07 Tiemonium iodide and analgesics

### A03DBBelladonna és származékai fájdalomcsillapítókkal kombinálva
A03DB04 Butylscopolamine and analgesics

## A03F 	Propulzív szerek

### A03FA Propulzív szerek
| A03FA01 | Metoklopramid | Metoclopramide |              |
| A03FA02 | Ciszaprid     | Cisapride      |              |
| A03FA03 | Domperidon    | Domperidone    | Domperidonum |
| A03FA04 | Bromoprid     | Bromopride     |              |
| A03FA05 | Alizaprid     | Alizapride     |              |
| A03FA06 | Kleboprid     | Clebopride     |              |